# Sonali Bendre

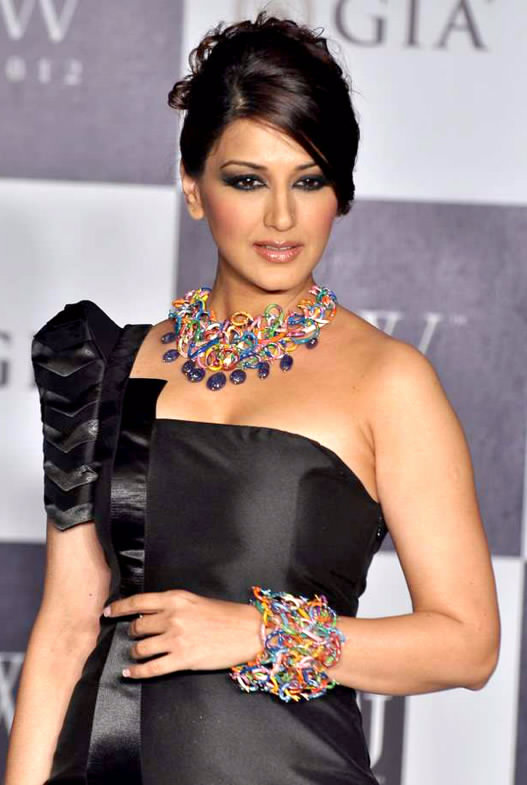
Sonali Bendre podczas India Internetional Jewellery Week, 2012 r.

Sonali Bendre (marathi:सोनाली बेंद्रे, ur. 1 stycznia 1975 w Bombaju) to indyjska aktorka i modelka. Rozpoczęła karierę jako modelka, po wygraniu konkursu Stardust zadebiutowała u boku Govindy w Aag. Grała potem w bollywoodzkich filmach w języku hindi, choć przeważnie występuje w filmach w językach: marathi, telugu, tamilskim i kannada. Od 2002 żona producenta filmowego i reżysera Goldie Behla. W 2005 roku urodziwszy syna wycofała się z działalności filmowej.

## Filmografia
| Rok  | Film                                   | Role                           | Uwagi         |
| ---- | -------------------------------------- | ------------------------------ | ------------- |
| 1994 | Aag                                    |                                |               |
| 1994 | Naaraaz                                |                                |               |
| 1995 | The Don                                | Anita Malik                    |               |
| 1995 | Gaddaar                                | Priya                          |               |
| 1995 | Takkar                                 | Mohini                         |               |
| 1995 | Bombaj                                 |                                |               |
| 1996 | Rakshak                                | Dr. Pooja Malhotra             |               |
| 1996 | Młodzieniec z Anglii i Hinduska        | Bijuriya                       |               |
| 1996 | Diljale                                | Radhika                        |               |
| 1996 | Apne Dam Par                           |                                | gościnnie     |
| 1996 | Sapoot                                 | Kajal                          |               |
| 1997 | Bhai                                   | Meenu                          |               |
| 1997 | Tarazu                                 | Pooja                          |               |
| 1997 | Qahar                                  | Neelam                         |               |
| 1998 | Keemat: They Are Back                  | Mansi                          |               |
| 1998 | Sobowtór                               | Lily                           |               |
| 1998 | Humse Badhkar Kaun                     | Anu                            |               |
| 1998 | Major Saab                             | Nisha                          |               |
| 1998 | Angaaray                               | Roma                           |               |
| 1999 | Zakhm                                  | Soniya                         |               |
| 1999 | Love You Hamesha                       | Shivani                        |               |
| 1999 | Kadhalar Dhinam                        | Roja                           | tamilski film |
| 1999 | Kannodu Kanbathellam                   |                                | tamilski film |
| 1999 | Hum Saath-Saath Hain: We Stand United  | Preeti                         |               |
| 1999 | Dahek: A Burning Passion               | Sabina Bahkshi/Neelima Bahkshi |               |
| 1999 | Poświęcenie                            | Seema                          |               |
| 2000 | Dil Hi Dil Mein                        | Roja                           |               |
| 2000 | Chal Mere Bhai                         |                                | gościnnie     |
| 2000 | Hamara Dil Aapke Paas Hai              | Khushi                         |               |
| 2000 | Dhaai Akshar Prem Ke                   | Nisha                          | gościnnie     |
| 2000 | Jis Desh Mein Ganga Rehta Hain         | Saawni                         |               |
| 2000 | Preethse                               | Kiran                          | kannada film  |
| 2001 | Murari                                 | Vasundhara                     | telugu film   |
| 2001 | Love Ke Liye Kuchh Bhi Karega          | Sapna Chopra                   |               |
| 2001 | Lajja                                  |                                | gościnnie     |
| 2001 | Tera Mera Saath Rahen                  | Madhuri                        |               |
| 2002 | Indra                                  | Pallavi                        | telugu film   |
| 2002 | Khadgam                                | Swathi                         | telugu film   |
| 2002 | Manmadhudu                             | Harika                         | telugu film   |
| 2003 | Anaahat                                | królowa Sheelavati             | marathi film  |
| 2003 | Palnati Brahmanayudu                   |                                | telugu film   |
| 2003 | Chori Chori: Każdy ma prawo do miłości | Pooja                          |               |
| 2003 | Gdyby jutra nie było                   | Priya                          | gościnnie     |
| 2004 | Shankardada MBBS                       | dr Sunita                      | telugu film   |